# Association française pour la lecture
L'Association française pour la lecture (AFL) est une association fondée en 1967 par André Inizan, psychopédagogue au Centre national de pédagogie spécial (CNPS) de Beaumont-sur-Oise, puis animée par Jean Foucambert à partir de 1980.. Elle regroupe des enseignants, des bibliothécaires, des parents, des acteurs de la vie associative et des élus, menant à la fois un travail de terrain et des recherches sur la pédagogie, l’apprentissage et le perfectionnement de la lecture.
Historiquement elle a eu une influence importante dans les débats sur les méthodes pédagogiques de l'enseignement (cadre scolaire) ou du perfectionnement (carde orthophonique) de la lecture en France. Dans un contexte de critique des méthodes traditionnelles syllabiques (dites « b-a-ba ») l'AFL a défendu la méthode idéo-visuelle (parfois résumé sous le terme « méthode globale ou semi-globale »). S'appuyant sur l'expérience de terrain de ses membres et des travaux académiques, y compris de la francophonie, l'AFL a notamment produit à partir de 1983, le logiciel ELMO (Entraînement à la Lecture sur MicroOrdinateur) qui fut largement diffusé dans les écoles. À partir de 1996, ce logiciel devient ELSA (Entraînement à la Lecture Savante).